# Dương Địch
Dương Địch (tiếng Trung: 杨迪, bính âm: Yang Di (sinh ngày 26 tháng 4 năm 1986) tại huyện Mân Xuyên, châu tự trị Ngawa, tỉnh Tứ Xuyên, là một diễn viên Trung Quốc người dân tộc Khương. Anh nổi tiếng với màn trình diễn kéo dài một phút trong vòng sơ khảo chương trình Tìm kiếm tài năng Trung Quốc (China's got Talent). Anh tốt nghiệp chuyên ngành Biên kịch - Đạo diễn trường Cao đẳng Điện ảnh và Truyền hình thuộc Đại học Sư phạm Tứ Xuyên.

## Sự nghiệp
Năm 2010, Dương Địch tham gia chương trình "China’s Got Talent" của đài truyền hình Dragon TV.
Ngày 4 tháng 1 năm 2011, anh tham gia nhóm dẫn chương trình "Who is the Big Shot" của Dragon TV.
Ngày 10 tháng 2 năm 2013, bộ phim hài giả tưởng cổ trang Tây du ký: Mối tình ngoại truyện của Châu Tinh Trì ra mắt, trong đó Dương Địch đóng vai Tam Sát.
Năm 2014, tham gia truyền hình vệ tinh Thâm Quyến với tư cách khách mời dẫn chương trình "Era Show".
Năm 2015, từng là người dẫn chương trình "Informal Talks" của đài truyền hình vệ tinh Hồ Bắc, và đóng vai Hoàng Kỳ trong bộ phim "Vạn vật phát triển" cùng năm.
Năm 2016, anh trở thành thành viên của dàn diễn viên phụ trong bộ phim "Na Just Say So" của Dragon TV, vào tháng 7 năm 2017, bộ phim hành động "Wukong Biography" do anh thủ vai chính.
Cùng năm đó, anh xuất hiện với tư cách khách mời trong tập đầu tiên và thứ hai mùa đầu tiên của game show Vương bài đối Vương bài, sau đó xuất hiện trở lại trong tập thứ ba vào mùa thứ hai của chương trình.
Vào ngày 18 tháng 10 năm 2019, chương trình tạp kỹ "Crossover" .
Tháng 9 năm 2020, Dương Địch tham gia mùa thứ năm của "Cơ quan tình báo sao hỏa".
Vào tháng 1 năm 2021, tham gia chương trình hài kịch truyền hình vệ tinh Hồ Nam "The Sixth Season of Variety Big Coffee Show".
Vào ngày 18 tháng 8 năm 2021, nhà tiên phong trong lĩnh vực giày dép cho người cao tuổi Foot Fitness đã chính thức công bố: Dương Địch trở thành đại sứ thương hiệu cho Foot Fitness và mẹ của anh trở thành đại sứ trải nghiệm Foot Fitness.

## Show truyền hình
| Năm  | Tên show                         | Tên Tiếng Anh                    | Tên Tiếng Trung      | Ghi Chú              |
| ---- | -------------------------------- | -------------------------------- | -------------------- | -------------------- |
| 2010 | Tìm kiếm tài năng Trung Quốc     | China’s Got Talent Show          | 中国有选秀节目       | Khách mời            |
| 2016 | Đó là những gì Na nói            | Na Just Say That                 | 娜就这么说           | người biểu diễn phụ  |
| 2017 | Buổi cắm trại vui vẻ(04/03/2017) | Happy Camp                       | 快乐大本营           | Khách mời            |
| 2019 | Buổi cắm trại vui vẻ(23/11/2019) | Happy Camp                       | 快乐大本营           | Khách mời            |
| 2019 | Thanh xuân hoàn du kí            | Youth Periplous                  | 青春环游记           | Thành viên cố định   |
| 2019 | Ngày ngày tiến lên（04/08/2019） | Day day up                       | 天天向上             | Khách mời            |
| 2019 | Ngày ngày tiến lên（27/10/2029） | Day day up                       | 天天向上             | Khách mời            |
| 2020 | Vương Bài đối Vương Bài(mùa 5)   | Ace vs. Ace Season 5             | 王牌对王牌           | Khách mời            |
| 2020 | Chuyến du lịch thanh xuân mùa 2  | Youth Travels Season 2           | 青春环游记第二季     | MC                   |
| 2020 | Chị gái đạp sóng rẽ gió          | Sister Riding the Wind and Waves | 乘风破浪的姐姐       | Khách mời giúp đỡ    |
| 2020 | Người đàn ông làm việc nhà       | Mr. Housework                    | 做家務的男人         | Khách mời            |
| 2020 | Công ty thần kì ở đâu            | Where is the Magic Company       | 神奇公司在哪里       | Khách mời thường trú |
| 2020 | Buổi cắm trại vui vẻ(2/05/2020)  | Happy Camp                       | 快乐大本营           | Khách mời            |
| 2020 | Buổi cắm trại vui vẻ(11/07/2020) | Happy Camp                       | 快乐大本营           | Khách mời            |
| 2020 | Cục tình báo sao hỏa             | Mars Intelligence Agency         | 火星情报局           | Khách mời            |
| 2020 | Ngày ngày tiến lên（06/09/2020） | Day day up                       | 天天向上             | Khách mời            |
| 2021 | Buổi cắm trại vui vẻ(13/3/2021)  | Happy Camp                       | 快乐大本营           | Khách mời            |
| 2021 | Cuộc phiêu lưu của thám tử       | The detective's adventures       | 侦探的冒险           | Thành viên cố định   |
| 2021 | Guơng mặt thân quen              | Your Face Sounds Familiar        | 你的面孔看起来很熟悉 | Khách mời            |
| 2021 | Đăng ký! Nhóm gian lận           | Check in!Cheating Group          | 签到 ! 作弊组        | Khách mời            |
| 2022 | Chạy Nhanh nào ( 04/07/2022)     | Keep running                     | 奔跑吧               | Khách mời            |
| 2022 | Hướng về cuộc sống ( ep 7)       | Back to field                    | 向往的生活           | Khách mời            |
| 2022 | Cùng nhau cắm trại nào           |                                  | 一起露营吧           | Khách mời cố định    |

## Phim điện ảnh và truyền hình
| Năm  | Tên phim                         | Tên Tiếng Anh                            | Tên Tiếng Trung | Ghi chú |
| ---- | -------------------------------- | ---------------------------------------- | --------------- | ------- |
| 2013 | Tây du ký: Mối tình ngoại truyện | Journey to the West·Conquering the Devil | 西遊 · 降魔 篇  | Vai phụ |
| 2014 | Chuyện tình Bắc Kinh             | Beijing Love Story VietSub               | 北京爱情故事    | Vai phụ |
| 2014 | Vạn vật sinh trưởng              | All Things Grow                          | 万物生长        | Vai phụ |
| 2017 | Hợp đồng tình yêu                | Love Contractually                       | 合约男女        | Vai phụ |
| 2017 | Cao thủ tuyệt thế                | Peerless master                          | 绝世高手        | Vai phụ |
| 2017 | Ngộ Không kỳ truyện              | The Story of Wukong                      | 悟空传          | Vai phụ |
| 2021 | Người đàn ông hoàn hảo           | The Perfect Him                          | 完美的他        | Vai phụ |
| 2021 | Cướp hổ                          | Tiger Robbers                            | 阳光劫匪        | Vai phụ |